# Typhos
Typhos es un músico de Suecia (nombre de nacimiento Henrik Ekeroth). Ha participado de varios actos de black metal y Death metal en la escena de Suecia, tales como Dark Funeral, desde 1996 hasta 1998 como guitarrista, e Infernal (miembro original), como guitarrista.
Pero pronto dejó esta banda para unirse a su banda actual, Funeral Mist, banda de la cual actualmente ha sido echado.
Fue un miembro original de Funeral Mist.
También ha tenido varios problemas musicales con los miembros de Dark Funeral sobre todo por las diferencias musicales en las cuales ha tenido varios problemas con Lord Ahriman.